# Trachypithecus hatinhensis
O langur-de-hatinh (Trachypithecus hatinhensis) é uma das 17 espécies de Trachypithecus. É encontrado nas províncias de Quang Binh e Quang Tri, em Vietname e apesar do seu nome não há registos de populações encontradas na província de Ha Tinh.

## Estado de conservação
Esta espécie foi listada como ameaçada pois houve um declíneo de mais de 50% da sua população ao longo dos últimos 36 anos devido principalmente à perda de habitat e à caça.